# Time for Bed
『Time for Bed』（タイム・フォア・ベッド）は、2021年7月6日から2024年3月19日までblock.fmで放送されていたラジオ番組である。

## 概要
日本初のクラブミュージック専門局として発足したblock.fmであるが、様々なジャンルの音楽を扱うべく改編を重ね、「安眠専門番組」のコンセプトのもと、チルアウトな楽曲を中心に扱う音楽番組としてスタートした番組。
番組ハッシュタグは当初は「#TFB_bfm」であったが、2021年秋のblock.fm改編以降は「#t4b」となっている。
パーソナリティには三原勇希が担当。過去に「BLOCK.FESTIVAL」の司会を務めた縁で番組を持つこととなった。
過去の放送回は、オンエアから1か月間block.fmの公式サイトでアーカイブ視聴が可能である。

## パーソナリティ
- 三原勇希（2021年7月6日 -2024年3月19日 ）

## 放送時間
- 毎月第1・第3火曜 23:00 - 24:00（JST）（2021年7月6日 -2024年3月19日 ）